# Demetrias
Demetrias (Altgriechisch: Δημητριάς) war eine griechische Hafenstadt in Magnesia, 1,5 km südlich des modernen Volos. Zusammen mit einer auf der gegenüberliegenden Seite der inneren Bucht liegenden Sperrfestung auf dem Hügel Goritsa wurde sie 294 v. Chr. von Demetrios I. Poliorketes, einem der Diadochen Alexanders des Großen, gegründet.
Während der Zeit des Hellenismus, in der die Stadt auch ihre prosperierendste Phase mit geschätzten 25.000 Einwohnern hatte, kontrollierten die Könige Makedoniens von Demetrias aus das nördliche Griechenland. Gemeinsam mit Chalkis und Korinth galt die Stadt aufgrund ihrer Lage an einem zentralen Pass zwischen Makedonien und dem südlichen Griechenland als eine der drei Fesseln Griechenlands.
Nach dem Ende des makedonischen Königreiches 168 v. Chr. setzte ein Niedergang ein, der jedoch in der römischen Kaiserzeit gestoppt wurde, so dass Demetrias in der Spätantike auch Bischofssitz war. In der byzantinischen Epoche des Mittelalters blieb die Stadt weiterhin einigermaßen bedeutend und wurde erst um 1600 völlig aufgegeben.